# 아키딜로부스 술푸리레두켄스
아키딜로부스 술푸리레두켄스는 아키딜로부스속에 속하는 한 종이다.